# Saison 1 d'Accusé
Cet article présente les épisodes de la première saison de la série télévisée Accusé.

## Liste des épisodes

### Épisode 1:L'histoire d'Hélène
- France : 14 janvier 2015 sur France 2

- France : 3,79 millions de téléspectateurs (14,8 % de part d'audience)[1] (première diffusion)

- Clémentine Célarié : Hélène Vidal
- Michel Voïta : Marc Levasseur
- Jérôme Kircher : Jean Gabard
- Juliette Lamboley : Emma Levasseur
- Nathalie Besançon : Manon
- Benjamin Siksou : Nicolas
- Catherine Rapini : Estelle Gabard
- Claude Koener : Président du tribunal correctionnel
- Caroline Michel : Adjudant Carvin
- Fabienne Ressicaud : L'avocate d'Hélène
- Thomas Di Genova : Le chauffeur du corbillard
- Sébastien Bonnet : Jérémie Levasseur
- Jérôme Sauvion : Le garagiste

### Épisode 2:L'histoire de Laurent
- France : 14 janvier 2015 sur France 2

- France : 3,32 millions de téléspectateurs (14,2 %)[1] (première diffusion)

- Lorànt Deutsch : Laurent Acuario
- Fanny Valette : Juliette Cassel
- Anna Mihalcea : Amélie Ducasse
- Alain Doutey : Olivier Cassel
- François Rabette : Fred
- Delphine Rivière : Nathalie
- Benjamin Baroche : Xavier Delestrac
- Pascal Gimenez : L'avocat général de la cour
- Pierre Desmaret : Le professeur Charby
- Étienne Brac de la Perrière : L'avocat de Laurent
- Déborah Lamy : Présidente de la cour d'assise
- Raphaël Fernandez : Le réceptionniste de l'hôtel
- Lise Chevalier : L'infirmière
- Vanessa Desmaret : La kinésithérapeute
- Robert Parize : Le kinésithérapeute père de famille
- Jérôme Fonlupt : Le kinésithérapeute séduisant

### Épisode 3:L'histoire de Martin
- France : 21 janvier 2015 sur France 2

- France : 3,61 millions de téléspectateurs (14,0 %)[2] (première diffusion)

- Pascal Légitimus : Martin
- Alexandre Prince : Ben
- Mathilde Lebrequier : Virginie
- Natacha Lindinger : Agathe Delors
- Bruno Esposito : Lieutenant Galibert
- Dorcas Coppin : Julie Delors
- Gauthier Battoue : Max
- Xavier Gojo : Maître Baloni
- Mathieu Serrano : Pierre-Louis Baloni
- Marie-Claude Fouqueau : La présidente du tribunal
- Gérald Robert-Tissot : Huissier de justice
- Christian Taponard : Président de la cour d'assises
- Bruno Munda : Le technicien informatique

### Épisode 4:L'histoire de Sophie
- France : 21 janvier 2015 sur France 2

- France : 3,20 millions de téléspectateurs (13,6 %)[2] (première diffusion)

- Isabelle Gélinas : Sophie
- Éric Savin : Fred
- Mahaut Catala : Lucas
- Mata Gabin : Catherine
- Florence Loiret Caille : Violette
- Hélène Foubert : Mme Simonin
- Maxence Kouzoubachian : Dimitri
- Yvon Back : Max Calmette
- Jean-Marc Avocat : Le président du tribunal
- Audrey Chauveau : Avocate des affaires familiale de Sophie
- Éric Soubelet : Maître Leguennec
- Melanie Baxter-Jones : La juge des affaires familiales
- Christophe Vericel : Le policier motard
- Didier Raymond : Santos
- Anne-Gaelle Jourdain : La maitresse de Lucas
- Philippe Suner : Le procureur
- Lisa Schuster : Avocate pénaliste de Sophie

### Épisode 5:L'histoire de Simon
- France : 28 janvier 2015 sur France 2

- France : 3,94 millions de téléspectateurs (15,1 %)[3] (première diffusion)

- Bruno Wolkowitch : Simon
- Julie-Anne Roth : Charlotte
- Anne Duverneuil : Céline
- Laetitia Fourcade : Sandrine
- Jonathan Bernard : Tristan
- Fabrice Lelyon : Lieutenant Duchêne
- Grégoire Isvarine : Clément
- Olivier Neveux : Henry
- Nathalie Chesnel : Lorraine
- Patrice Sandeau : Thierry Moralès
- Yvette Ferreol : Germaine
- Jacques Chambon : Le président du tribunal

### Épisode 6:L'histoire de Claire
- France : 28 janvier 2015 sur France 2

- France : 3,42 millions de téléspectateurs (14,3 %)[3] (première diffusion)

- Hélène de Fougerolles : Claire Brattner
- Paul Bartel : Bastien Adamas
- Antoine Duléry : Pierre Adamas
- Stéphane Boucher : Le proviseur
- Anne Décis : Annick
- Niels Dubost : Adrien
- Rayane Bensetti : Eliot
- Alain Blazquez : Le Président du tribunal correctionnel
- Léon Vitale : Lieutenant Guichard
- Patrice Abbou : L'avocat de Claire
- Carinne Koeppel : Christiane
- Damien Gouy : Le policier
- Magalie Mateci : L'employée de la buvette
- Michel Beatrix : Le Procureur du tribunal correctionnel
- Noé Ramel : Le camarade de classe de Bastien
- Franck Adrien : L'avocat des Adamas
- Bertille Chabert : Lola